# Europa Clipper
Europa Clipper (anteriormente conhecida como Europa Multiple Flyby Mission) é uma sonda espacial desenvolvida pela NASA para estudar Europa, uma lua galileana de Júpiter. Foi lançada em 14 de outubro de 2024 e deverá chegar ao sistema de Júpiter em 2030. A nave espacial realizará então uma série de sobrevoos em Europa enquanto estiver em órbita ao redor de Júpiter. A nave espacial é maior do que qualquer outra usada em missões planetárias anteriores da NASA.
A Europa Clipper realizará estudos de acompanhamento daqueles feitos pela sonda Galileo durante seus oito anos (1995–2003) na órbita de Júpiter, que indicaram a existência de um oceano subterrâneo sob a crosta de gelo de Europa. Os planos para enviar uma nave espacial para Europa foram inicialmente concebidos com projetos como Europa Orbiter e Jupiter Icy Moons Orbiter, nos quais uma nave espacial seria inserida em órbita ao redor de Europa. Entretanto, devido aos efeitos adversos da radiação da magnetosfera de Júpiter na órbita de Europa, foi decidido que seria mais seguro inserir uma espaçonave em uma órbita elíptica ao redor de Júpiter e fazer 44 sobrevoos próximos da lua. 
A missão começou como uma investigação conjunta entre o Laboratório de Propulsão a Jato (JPL) e o Laboratório de Física Aplicada (APL), e foi construída com uma carga científica de nove instrumentos contribuídos pelo JPL, APL, Southwest Research Institute, Universidade do Texas em Austin, Universidade Estadual do Arizona e Universidade do Colorado em Boulder. A Europa Clipper complementa o Jupiter Icy Moons Explorer da Agência Espacial Europeia, lançado em 2023, que tentará passar por Europa duas vezes e Calisto várias vezes antes de entrar em órbita ao redor de Ganimedes.
A Europa Clipper foi lançado do Complexo de Lançamento 39A do Centro Espacial Kennedy em 14 de outubro de 2024, a bordo de um foguete Falcon Heavy em uma configuração totalmente expandida. A nave espacial utilizará assistência gravitacional de Marte em 1 de março de 2025, e da Terra em 3 de dezembro de 2026, antes de chegar a Europa em abril de 2030.

## Objetivos
Os objetivos do Europa Clipper são explorar Europa, investigar sua habitabilidade e auxiliar na seleção de um local de pouso para o proposto Europa Lander. Esta exploração está focada na compreensão dos três principais requisitos para a vida: água líquida, química e energia. Especificamente, os objetivos são estudar:
- Camada de gelo e oceano: confirme a existência e caracterize a natureza da água dentro ou abaixo do gelo e estude os processos de troca entre superfície, gelo e oceano;
- Composição: distribuição e química dos principais compostos e ligações com a composição do oceano;
- Geologia: características e formação de características de superfície, incluindo locais de atividade recente ou atual.

## Lançamento e trajetória

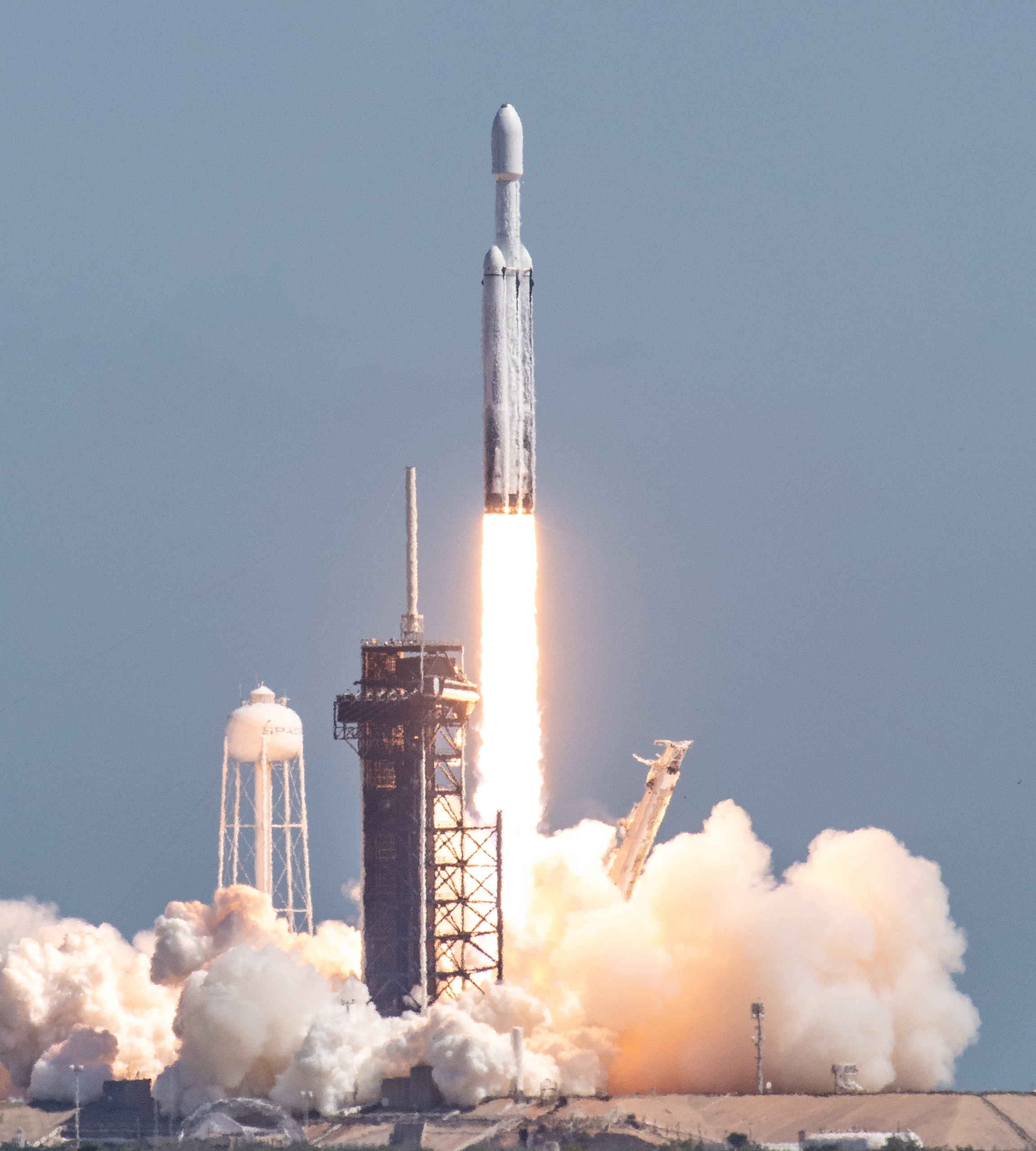
O Falcon Heavy decola com o Europa Clipper do Complexo de Lançamento 39A do Centro Espacial Kennedy na segunda-feira, 14 de outubro de 2024; 12h06 EDT

O Congresso havia originalmente determinado que o Europa Clipper fosse lançado no veículo de lançamento Space Launch System (SLS) da NASA, mas a NASA solicitou que outros veículos fossem autorizados a lançar a espaçonave devido à falta prevista de veículos SLS disponíveis. O projeto de lei de gastos coletivos de 2021 do Congresso dos Estados Unidos instruiu o administrador da NASA a realizar uma competição completa e aberta para selecionar um veículo de lançamento comercial se as condições para lançar a sonda em um foguete SLS não puderem ser atendidas.
Em 25 de janeiro de 2021, o Escritório do Programa de Missões Planetárias da NASA instruiu formalmente a equipe da missão a "cessar imediatamente os esforços para manter a compatibilidade com o SLS" e avançar com um veículo de lançamento comercial. Em 10 de fevereiro de 2021, foi anunciado que a missão usaria uma trajetória de 5,5 anos para o sistema joviano, com manobras de assistência gravitacional envolvendo Marte (1º de março de 2025) e a Terra (3 de dezembro de 2026). O lançamento foi planejado para um período de 21 dias entre 10 e 30 de outubro de 2024, dando uma data de chegada em abril de 2030, e as datas de lançamento de backup foram identificadas em 2025 e 2026.  O furacão Milton fez com que uma tentativa de lançamento para 10 de outubro fosse cancelada, resultando na finalização do lançamento para 14 de outubro.
A opção SLS teria implicado uma trajetória direta para Júpiter levando menos de três anos. Uma alternativa à trajetória direta foi identificada como o uso de um foguete comercial, com um tempo de cruzeiro mais longo de 6 anos envolvendo manobras de assistência gravitacional em Vênus, Terra e / ou Marte. Além disso, foi considerado um lançamento em um Delta IV Heavy com assistência gravitacional em Vênus.
Em julho de 2021, foi anunciada a decisão de lançar em um foguete Falcon Heavy, em configuração totalmente descartável. Três razões foram dadas: custo de lançamento razoável (cerca de US$ 178 milhões), disponibilidade questionável do SLS e possíveis danos à carga útil devido a fortes vibrações causadas pelos propulsores sólidos presos ao lançador SLS. A mudança para o Falcon Heavy economizou cerca de US$ 2 bilhões apenas em custos de lançamento. A NASA não tinha certeza se um SLS estaria disponível para a missão, uma vez que o programa Artemis usaria foguetes SLS extensivamente, e o uso de propulsores de foguetes sólidos (SRBs) do SLS gera mais vibrações na carga útil do que um lançador que não usa SRBs. O custo para redesenhar o Europa Clipper para o ambiente vibratório SLS foi estimado em US$ 1 bilhão.
A Europa Clipper foi lançada com sucesso em 14 de outubro de 2024 às 12h06 EDT da plataforma de lançamento 39A no Centro Espacial Kennedy da NASA, na Flórida.
A trajetória da Europa Clipper permitirá que ela receba uma assistência gravitacional de Marte em 1º de março de 2025, permitindo que ela se afaste do Sol, depois desça em direção ao Sol e volte para fora, e ganhe energia cinética adicional de uma assistência gravitacional da Terra em 3 de dezembro de 2026.  A sonda então fará um arco além da órbita de Júpiter, colocando-a à frente de Júpiter (em relação ao Sol), antes de executar a queima de inserção orbital em 2030.
A partir de 2014, a trajetória no sistema de Júpiter é planejada da seguinte forma. Após a entrada no sistema de Júpiter, a Europa Clipper realizará um sobrevoo de Ganimedes a uma altitude de 500 km (310 milhas), o que reduzirá a velocidade da espaçonave em ~ 400 m / s (890 mph). Isso será seguido pelo acionamento do motor principal a uma distância de 11 Rj (raios jovianos), para fornecer mais ~ 840 m / s (1 900 mph) de delta-V, suficiente para inserir a espaçonave em uma órbita de 202 dias ao redor de Júpiter. Assim que a espaçonave atingir o apoastro dessa órbita inicial, ela realizará outra queima de motor para fornecer uma manobra de elevação do periastro (PRM) de ~ 122 m / s (270 mph).